# اندريو بوروس
أندريو بوروس، (من مواليد 17 أبريل 1957) أستاذ قانون من إنجلترا وزميل أبحاث كبير في كلية أوول سولس في أكسفورد. يركز عمله على القانون الخاص، وهو المحرر الرئيسي لمجموعة الخلاصة الإنجليزية الخاصة، وهو منظم المجموعة الاستشارية التي أنتجت إعادة صياغة القانون الإنجليزي للإثراء غير العادل بالإضافة إلى الكتب المدرسية حول قانون العقود الإنجليزية.

## مهنته
تلقى بوروس تعليمه في مدرسة بريسكوت جرامر وكلية براسينوز، أكسفورد، حيث حصل على درجة الماجستير (الدرجة الأولى، جائزة مارتن ورنكر للحصول على أفضل نتيجة في نهائيات القانون 1978) وحصل على BCL (الدرجة الأولى). ثم درس للحصول على ماجستير في القانون. شهادة في جامعة هارفارد. كان محاضرًا في جامعة مانشستر من 1980 إلى 1986، في ليدي مارجريت هول من 1986 إلى 1994، وأستاذ زائر في جامعة بوند وزميل أبحاث في ANU في 1994 ، ومفوض قانوني في إنجلترا وويلز من 1994 إلى 1999. ثم تم تعيينه كأستاذ نورتون روز للقانون التجاري في كلية سانت هيوز، أكسفورد، قبل منصبه الحالي في أوول سولس. من عام 2015 إلى عام 2016 ، كان رئيسًا لجمعية علماء القانون. في عام 2015، تم انتخابه كزميل فخري لكلية برازينوس.